# Gray-code

3-bits gray-code

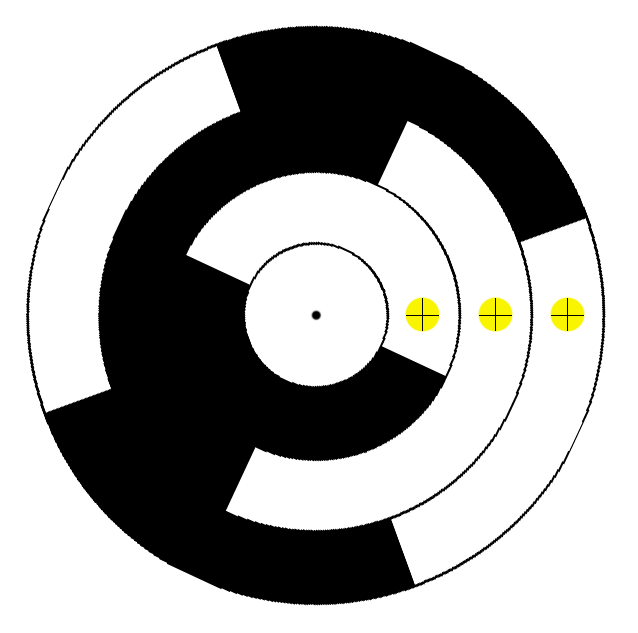
3-bits positiecodeerschijf

Een gray-code, vernoemd naar de Amerikaanse natuurkundige Frank Gray (1887-1969), is een binaire codering die als eigenschap heeft dat twee opeenvolgende getallen altijd maar één bit verschillen, en daarom ook wel een eenwisselcode wordt genoemd. In tegenstelling tot een gewogen binaire code is de code niet via een eenvoudige optelsom van machten van twee te herleiden. Bovendien zijn er meerdere gray-codes mogelijk voor een gegeven aantal bits.
Gray-codes worden veel toegepast waar een mechanische positie omgezet moet worden in een digitale code. Als niet alle positiegevers exact gelijktijdig schakelen zal er geen onbedoelde tussenwaarde ontstaan. Bij gewogen codes zal bij een fout in een van de meer significante bits de fout aanzienlijk groter kunnen zijn.

## Voorbeeld
| Decimaal | Gray-code | Gewoon binair |
| -------- | --------- | ------------- |
| 0        | 0 0 0 0   | 0 0 0 0       |
| 1        | 0 0 0 1   | 0 0 0 1       |
| 2        | 0 0 1 1   | 0 0 1 0       |
| 3        | 0 0 1 0   | 0 0 1 1       |
| 4        | 0 1 1 0   | 0 1 0 0       |
| 5        | 0 1 1 1   | 0 1 0 1       |
| 6        | 0 1 0 1   | 0 1 1 0       |
| 7        | 0 1 0 0   | 0 1 1 1       |
| 8        | 1 1 0 0   | 1 0 0 0       |
| 9        | 1 1 0 1   | 1 0 0 1       |
| 10       | 1 1 1 1   | 1 0 1 0       |
| 11       | 1 1 1 0   | 1 0 1 1       |
| 12       | 1 0 1 0   | 1 1 0 0       |
| 13       | 1 0 1 1   | 1 1 0 1       |
| 14       | 1 0 0 1   | 1 1 1 0       |
| 15       | 1 0 0 0   | 1 1 1 1       |
Bij de overgang tussen stand 7 en 8 veranderen bij een gewogen-binair gecodeerde gever alle bits. Een windvaan met 16 sectoren en 4-bits codering zal dan, als hij tussen code 7 en 8 staat te twijfelen, misschien een tussenstand 1111 of 0000 (of alle andere mogelijke codes) kunnen geven. Bij een gray-code is er geen tussenliggende toestand voor 0100 en 1100, omdat alleen de linkerbit verandert, en dus vinden er geen neveneffecten ("glitches") plaats tijdens de overgang.

## Een algoritme
Een algoritme om een gray-code van een willekeurig aantal bits samen te stellen gaat als volgt:
Neem een 1-bits code, bijvoorbeeld:
| Stap 1 | Stap 1    |
| Getal  | Gray-code |
| ------ | --------- |
| 0      | 0         |
| 1      | 1         |

Zet de tabel in omgekeerde volgorde onder of boven het al bestaande en zet in een nieuwe kolom voor het oude stuk een 0 en voor het nieuwe stuk een 1 (het originele deel is vet weergegeven, de nieuwe kolom cursief):
| Stap 2 | Stap 2    |
| Getal  | Gray-code |
| ------ | --------- |
| 0      | 0         |
| 1      | 0 1       |
| 2      | 1         |
| 3      | 1 0       |

| Stap 3 | Stap 3    |
| Getal  | Gray-code |
| ------ | --------- |
| 0      | 0 0 0     |
| 1      | 0 0 1     |
| 2      | 0 1 1     |
| 3      | 0 1 0     |
| 4      | 1 1 0     |
| 5      | 1 1 1     |
| 6      | 1 0 1     |
| 7      | 1 0 0     |

| Stap 4 | Stap 4    | Stap 4 | Stap 4    |
| Getal  | Gray-code | Getal  | Gray-code |
| ------ | --------- | ------ | --------- |
| 0      | 0 0 0 0   | 8      | 1 1 0 0   |
| 1      | 0 0 0 1   | 9      | 1 1 0 1   |
| 2      | 0 0 1 1   | 10     | 1 1 1 1   |
| 3      | 0 0 1 0   | 11     | 1 1 1 0   |
| 4      | 0 1 1 0   | 12     | 1 0 1 0   |
| 5      | 0 1 1 1   | 13     | 1 0 1 1   |
| 6      | 0 1 0 1   | 14     | 1 0 0 1   |
| 7      | 0 1 0 0   | 15     | 1 0 0 0   |

Herhaal dit totdat het gewenste aantal bits bereikt is.

## Een ander talstelsel
Ook met andere talstelsels is een gray-code mogelijk. Bijvoorbeeld decimaal:
| Normaal decimaal | Normaal decimaal | Gray decimaal | Gray decimaal |
| van              | t/m              | van           | t/m           |
| ---------------- | ---------------- | ------------- | ------------- |
| 0                | 9                | 000           | 009           |
| 10               | 19               | 019           | 010           |
| 20               | 29               | 020           | 029           |
| 30               | 39               | 039           | 030           |
| ...              | ...              | ...           | ...           |
| 90               | 99               | 099           | 090           |
| 100              | 109              | 190           | 199           |
| 110              | 119              | 189           | 180           |
| 120              | 129              | 170           | 179           |